# KTouch
KTouch est un logiciel libre de dactylographie faisant partie de KDE Education Project, la suite éducative de KDE. Il est distribué selon les termes de la licence GNU GPL 2 et suivantes et est disponible sous GNU/Linux.

## Principe
KTouch fait partie de KDE Education Project.
Le principe de KTouch est d'améliorer la vitesse et la précision de la frappe au clavier en s'entraînant. La vitesse de frappe et le nombre d'erreur sont mesurés.
Un clavier reprenant la disposition du clavier de l'utilisateur est affiché pour éviter à l'utilisateur de regarder son clavier. Un code couleur permet de savoir quel doigt doit activer chaque touche.

## Fonctionnalités
Plusieurs dictées sont fournies avec KTouch. Chaque dictée dispose de plusieurs niveaux. En général, les premiers niveaux s'effectuent avec peu de touches différentes ; les niveaux suivants ajoutent progressivement de nouvelle touches.
Le passage d'un niveau à un autre se fait automatiquement, la condition de déclenchement s'exprime - entre autres - en fonction de la vitesse de frappe et de l'exactitude atteintes. Ces conditions sont réglables.
Un utilisateur peut observer sa progression sur divers graphiques : mots ou caractère par minute, exactitude et habileté.
De nombreuses dispositions clavier sont fournies, dont le qwerty, le dvorak, l'azerty, le bépo, différents claviers cyrilliques, arabes, persan, grec, écritures indiennes, etc.

## Ajout et échange de leçons
Le logiciel permet d'importer/exporter au format XML et de créer de nouvelles leçons en utilisant les dispositions clavier existantes ou en en créant de nouvelles.
La version 4.8 de Ktouch contenait un utilitaire en langage perl, « ktouch-gen.pl » permettant de générer des leçons, elle n'est maintenant plus comprise dans les sources.
Il existe par contre des utilitaires tiers maintenus tels que ktouch-lesson-generator permettent de créer de nouvelles leçons. Un développeur, lassé des leçons existantes a également créé un générateur de leçons, en langage python, à partir de l'article du jour de Wikipédia en anglais pour améliorer sa frappe.
Les leçons de KTouch sont également réutilisables par d'autres logiciels. GNU Typist (commande gtypist), un logiciel d'apprentissage du clavier en console (basé sur ncurses), réutilise un certain nombre des leçons de Ktouch 1.6. Typefaster, un équivalent, toujours libre, pour Windows utilise également les leçons de KTouch.